# Al-Audscha
Al-Audscha (arabisch العوجا, DMG al-ʿAwǧā; englisch el-Awja; selten auch geschrieben als al-Udscha beziehungsweise Al-Ouja) ist ein Dorf im Irak.

## Al-Audscha und Saddam Hussein
Al-Audscha liegt rund 13 Kilometer östlich von Tikrit. Hier wurde 1937 der  irakische Diktator Saddam Hussein geboren.
Saddam Hussein wurde gemäß islamischer Tradition am 31. Dezember 2006 innerhalb von 24 Stunden nach seinem Tod noch vor Einbruch der Dämmerung nahe dem Grab seiner Söhne Udai und Qusai in al-Audscha beigesetzt. Sein Grab wurde 2015 zerstört. Sein Leichnam wurde aber vorher von seinen Anhängern an einen unbekannten Ort umgebettet.